# رئومتری
رئومتری (به انگلیسی: Rheometry) و بر گرفته از زبان یونانی (رئو به معنای جریان است)، به طور کلی به روش‌های آزمایشگاهی اندازه‌گیری خواص رئولوژیکی مواد اطلاق می‌شود که هدف از آن بررسی کمی و کیفی روابط میان تنش‌ها و تغییر شکل‌های ناشی از آن است.
انتخاب تکنیک‌های مناسب آزمایشگاهی به نوع خاصیتی که مطلوب اندازه‌گیری است، بستگی دارد. از جمله مهم‌ترین خاصیت‌های مد نظر برای اندازه‌گیری، ویسکوزیته سیال در زمان اعمال تنش برشی یکنواخت و پایدار، خواص خطی مربوط به ویسکوالاستیسیته (پارامترهای ویسکوزیته مختلط و به خصوص مدول کشسانی) و خواص مربوط به افزایش طول است.
برای تمامی سیالات و به خصوص سیالات غیرنیوتنی، خواص اندازه‌گیری شده تابعیتی از شرایط جریان (از جمله نرخ برش و فرکانس) دارد. هرچند این تابعیت برای سیالات نیوتنی ضعیف و قابل چشم‌پوشی است.
رئومتری در اصل روشی خاص و انحصاری برای بررسی سیالات هوشمندی مانند سیالات رئومغناطیسی و رئوالکتریکی است که برای به دست آوردن خواص مطلوب این سیالات به کار گرفته می‌شود.